# Unknown User
Unknown User (Originaltitel: Unfriended, Arbeitstitel: Offline, Festivaltitel: Cybernatural) ist ein US-amerikanischer Horrorfilm aus dem Jahr 2014. Regie führte Levan Gabriadze.
Seine Premiere feierte der Film am 20. Juli 2014 beim Fantasia International Film Festival. In den USA lief der Film im April 2015 in den Kinos an, in Deutschland am 16. Juli 2015.
Der gesamte Film spielt sich auf dem Desktop des Laptops der Protagonistin Blaire Lily ab.
2018 erschien mit Unknown User: Dark Web eine Fortsetzung.

## Handlung
Am 12. April 2014 treffen sich sechs Schulfreunde aus dem kalifornischen Fresno in einer Skype-Konversation. Ihre Mitschülerin Laura Barns hat genau ein Jahr zuvor Suizid begangen. Laura war zuvor massiv online gemobbt worden, nachdem sie sich auf einer Party betrunken hatte und schließlich in ihrem eigenen Kot lag. Von ihrem Absturz wurde ein Video gedreht und anonym bei YouTube hochgeladen, versehen mit der Aufforderung an Laura, Suizid zu begehen.
Im Chat trifft Blaire zunächst auf ihren Freund Mitch, dem sie für den Abschlussball ihren ersten Sex verspricht. Später kommen Jess Felton, Ken Smith und Adam Sewell in den Chat. Außerdem meldet sich ein den Freunden unbekannter Nutzer mit dem Namen „billie227“ an. Erfolglos versuchen sie, den unbekannten Nutzer aus dem Chat zu entfernen. Gleichzeitig erhalten sie via Facebook Nachrichten von Laura Barns' Konto. Sie vermuten, dass Lauras Freundin Val Rommel sich einen bösen Scherz mit ihnen erlaubt. Sie laden Val daraufhin in den Skype-Chat ein. Auf dem Facebook-Profil von Jess erscheinen zeitgleich peinliche Bilder von Val bei einer Party, auf denen sie sich übergibt und Marihuana raucht. Val beschuldigt Jess daraufhin, diese Bilder absichtlich hochgeladen zu haben. Jess behauptet unschuldig zu sein und löscht die Bilder, aber sie erscheinen kurz danach wieder. Als Jess sie endlich löschen kann, erscheinen die gleichen Bilder auf Adams Account. Im Chat folgen Textnachrichten, in denen es so scheint, als dass Jess und Val sich gegenseitig beleidigen, woraufhin der Streit zwischen den beiden eskaliert. Nachdem Val online von Lauras Account massiv bedroht worden ist, beschuldigt sie den Computer-affinen Ken, etwas damit zu tun zu haben, und meldet sich dann aus dem Chat ab, um 911 anzurufen und eine Morddrohung zu melden. Ken ignoriert ihren Vorwurf. Val sagt nur, dass Laura das bekommen habe, was sie verdient hat.
Die Freunde erhalten dann von Lauras E-Mail-Adresse eine Nachricht mit einem Instagram-Link, auf dem eine E-Mail zu sehen ist, in der Laura Val ein Jahr zuvor gebeten hatte, das peinliche Video zu löschen und wieder Freunde zu sein. In ihrer Antwort lehnt Val dies ab und schreibt Laura, sie solle sich besser umbringen. Als verschiedene Instagram-Nutzer Val für ihre Grausamkeit beschimpfen, meldet sich diese wieder im Chat an. Die Freunde sehen Val in ihrem Bad neben einer geöffneten Flasche Bleichmittel, wie sie starr in die Webcam blickt. Die Freunde denken schon, dass sie nur ein Standbild sehen, aber als Blaire Val anruft, sehen sie das Telefon auf dem Badschrank vibrieren. Plötzlich wird ihr Laptop heruntergeschlagen und die Freunde hören nur noch das Eintreffen der Polizei, die auf den Notruf reagiert hat. Über den Polizei-Funkcode finden sie heraus, dass die Polizisten einen Suizid melden. Danach wird die Webcam ausgeschaltet.
Laura sendet weitere Bilder an die Freunde. In einigen sind Blaire und Adam beim Sex zu sehen. Kurz darauf sehen die Freunde im Skype-Video des unbekannten Nutzers, dass er hinter einem der Freunde ist. Schnell merken sie, dass dies Kens Zimmer ist. Kurz danach zeigt seine Kamera Bildstörungen und dann wird Ken von etwas Unsichtbarem angegriffen. Zunächst wird seine Hand in einem Standmixer zerhackt, bevor er den Glasbehälter des Mixers zerstört und die freigelegten Klingen seinen Hals aufschlitzen.
Der unbekannte Nutzer zwingt die vier Freunde dann zum Spiel „Ich hab noch nie“ und sagt, der Verlierer werde sterben. Im Spiel werden zahlreiche peinliche Geheimnisse der vier Freunde enthüllt. Jess hat hinter Blaires Rücken erzählt, dass diese an einer Essstörung leide. Blaire hatte volltrunken mit dem Auto von Jess’ Mutter einen Unfall. Mitch hat Laura geküsst, obwohl er mit Blaire zusammen war. Mitch hat Adam wegen des Verkaufs von Marihuana an die Polizei verraten. Jess hat 800 US-Dollar von Adam gestohlen. Über diese Enthüllung rastet Adam aus und fragt Blaire im Spiel, ob sie denn noch Jungfrau sei. Beide hatten Sex, obwohl Mitch mit seiner Freundin den ersten Sex haben wollte. Daraufhin lädt der unbekannte Nutzer ein Sexvideo von Blaire und Adam bei YouTube als Beweis hoch.
Der nun ebenfalls erzürnte Mitch verrät Adams Geheimnis, dass dieser einem Mädchen bei einer Party Roofies gegeben hatte und dann während ihrer Bewusstlosigkeit vergewaltigte. Danach zwang er sein Opfer zum Schwangerschaftsabbruch. Blaire und Adam erhalten über ihren Drucker Nachrichten, die sie aber nicht zeigen wollen. Mitch wird immer wütender, weil er annimmt, dass Blaire und Adam über ihre Drucker geheime Nachrichten austauschen. Daraufhin will er sich aus dem Chat ausloggen. Der unbekannte Benutzer droht, Mitch dann sofort zu töten. Unter extremem Stress zeigt Blaire ihre gedruckte Nachricht: „Wenn du diese Nachricht zeigst, wird Adam sterben.“ Adam, der sich zum Schutz die Waffe seines Vaters geholt hatte, wird von einer Kraft gezwungen, sich damit selbst ins Gesicht zu schießen. Sein Blatt aus dem Drucker fällt vor die Kamera und die Freunde lesen darauf: „Wenn du diese Nachricht zeigst, wird Blaire sterben.“
Auch nach Adams Tod geht das Spiel weiter. Der Nutzer will wissen, wer Lauras Grab verunstaltet hat. Jess will nicht zugeben, dass sie es war. Daraufhin wird das Licht in ihrem gesamten Haus abgeschaltet. Jess versteckt sich im Badezimmer. Blaire versucht verzweifelt, irgendwo Hilfe zu finden, und benutzt dafür Chatroulette. Nach vielen erfolglosen Versuchen findet sie schließlich jemanden, der die Polizei ruft. Das Video von Jess bricht jedoch plötzlich ab, kurz danach ist sie schreiend zu sehen und es ist zu erkennen, wie ihr mit einem Glätteisen die Speiseröhre verbrannt wird.
Blaire und Mitch entschuldigen sich beieinander und denken, alles sei nun vorbei. Aber der unbekannte Nutzer schreibt ihnen und will wissen, wer das peinliche Video von Lauras Party-Absturz hochgeladen hat. Laura schreibt Blaire bei Facebook eine Nachricht und will wissen, wer es war. Blaire schreibt zurück, dass es Mitch war. Daraufhin sticht sich Mitch mit einem Messer ins Auge und stirbt. Blaire bleibt allein im Chat zurück.
Der Nutzer dankt Blaire für ihre Hilfe. Eine Sache müsse Blaire aber noch zugeben. Bei Blaires Facebook-Account wird das peinliche Video in einer längeren Version hochgeladen, und am Ende sieht man Blaire als lachende Kamerafrau. Blaire will sich entschuldigen, aber ihr Facebook-Profil wird mit Hass-Kommentaren überschwemmt, in denen ihr die Schuld an Lauras Tod gegeben wird. Der unbekannte Benutzer schreibt Blaire, sie wünsche, dass sie ihr vergeben könne. Blaire sitzt geschockt vor ihrem Bildschirm. Man hört das Öffnen ihrer Zimmertür, sieht Hände den Laptop schließen und für Sekundenbruchteile das Gesicht von Lauras Geist.

## Filmische Besonderheiten
Der Film spielt sich nahezu während der gesamten Laufzeit auf einem Mac-OS-Desktop ab. Erst in den letzten Sekunden sieht der Zuschauer die Handlung durch die Augen der Protagonistin Blaire Lily.

## Rezeption
Der Film erhielt gemischte Kritiken. Bei Rotten Tomatoes sind 61 % der Kritiken positiv bei 121 Kritiken. Bei Metacritic erreicht der Film 59 von 100 Punkten, basierend auf 30 Kritiken.
Der Filmdienst meinte, der Film sei „[z]unächst originell und spannend“, werde jedoch „alsbald selbst Opfer seiner eingeschränkten Sichtweise“ und verschenke „zunehmend ideenlos sein Konzept zugunsten einer konventionellen Genre-Geschichte“.

## FSK-Freigabe
Nachdem der Film im Juni 2015 noch eine Freigabe ab 12 Jahren erhalten hatte, kam es im Oktober 2015 zu einer Neubewertung durch die FSK. Im Ergebnis hat Unknown User seit dem 6. Oktober 2015 nur noch eine Freigabe ab 16 Jahren.